# Nikolaus Hunnius

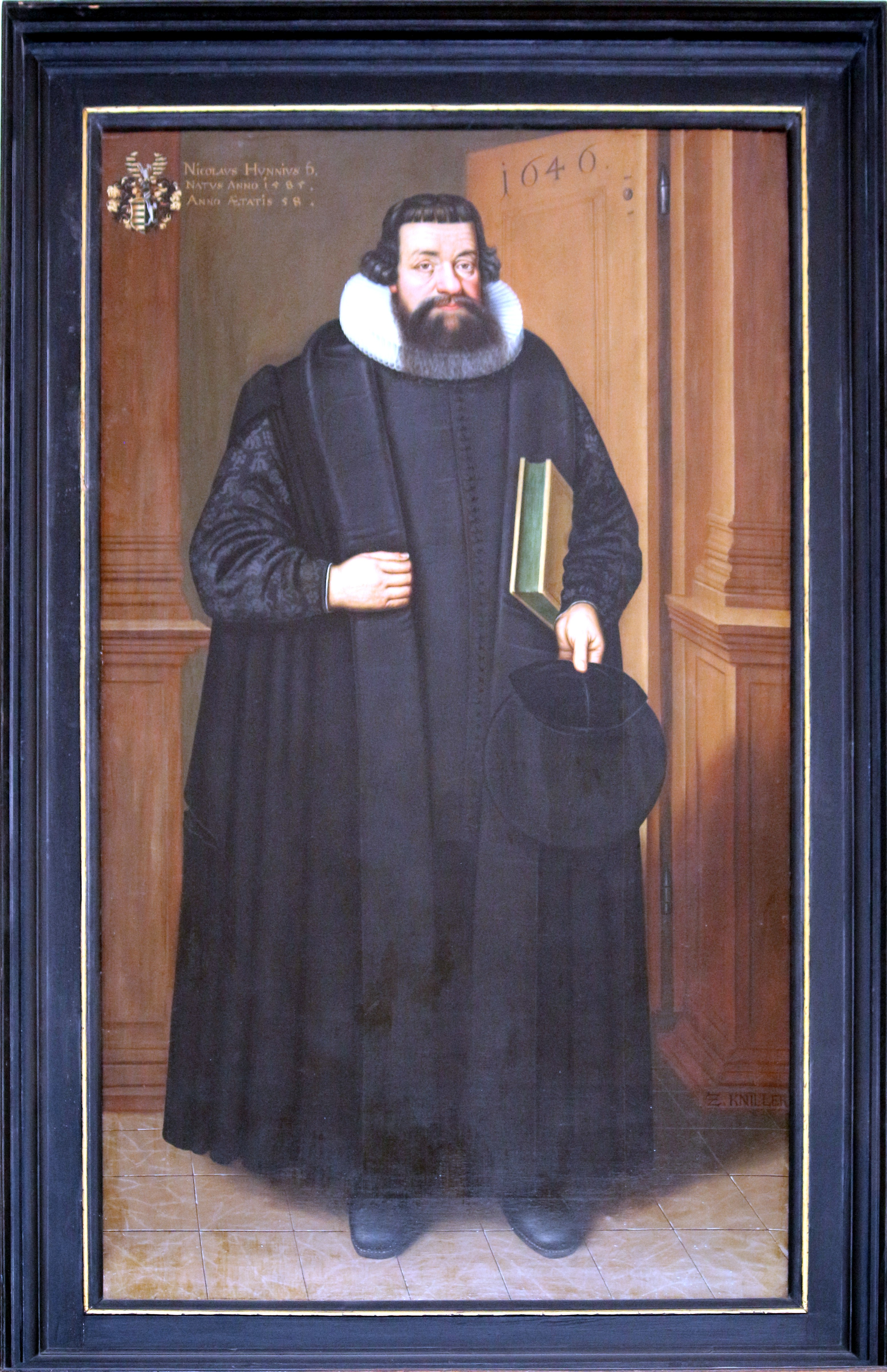
Nikolaus Hunnius, Porträt in der Stadtbibliothek (Lübeck)

Nikolaus Hunnius (* 11. Juli 1585 in Marburg; † 12. April 1643 in Lübeck; auch Nicolaus Hunn) war ein deutscher lutherischer Theologe.

## Leben
Nikolaus wurde als fünftes Kind von Ägidius Hunnius dem Älteren und seiner Frau Elenore Felder geboren. Von seinen Eltern gefördert und von dem Theologen Johannes Schröder unterrichtet, wurde er bereits am 29. April 1593 an der Universität Wittenberg eingetragen und begann dort sein Studium 1600. Während dieser Zeit begleitete er seinen Vater 1602 zum Religionsgespräch in Regensburg und erwarb sich am 27. März 1604 den akademischen Grad eines Magisters an der philosophischen Fakultät der Universität. Dort fand er am 18. Oktober 1609 Aufnahme als Adjunkt.
Durch seine theologischen Lehrer Leonhard Hutter und Friedrich Balduin erhielt er die Möglichkeit, Aufnahme in die theologische Fakultät zu finden und dort Vorlesungen zu halten. 1612 wurde er als Pfarrer und Superintendent der Ephorie Eilenburg gerufen, wofür er am 27. April in Leipzig ordiniert und am 22. Juli in sein Amt eingeführt wurde. Um die nötigen akademischen Voraussetzungen für das Amt zu erwerben, wurde er am 4. Oktober 1612 zum Lizentiaten und promovierte am 15. September zum Doktor der Theologie. Im gleichen Jahr folgte die Eheschließung mit der Tochter des Wittenberger Professors Ernestus Hettenbach, Anna Hettenbach, Auszüge aus Hochzeitsgedichten anlässlich der Eheschließung von Nikolaus und Anna Hunnius (geb. Hettenbach) sind heute im Besitz der Staatsbibliothek zu Berlin. Nach dem Tod Hutters wurde Hunnius an die vierte theologische Professur an der theologischen Fakultät der Universität Wittenberg berufen.

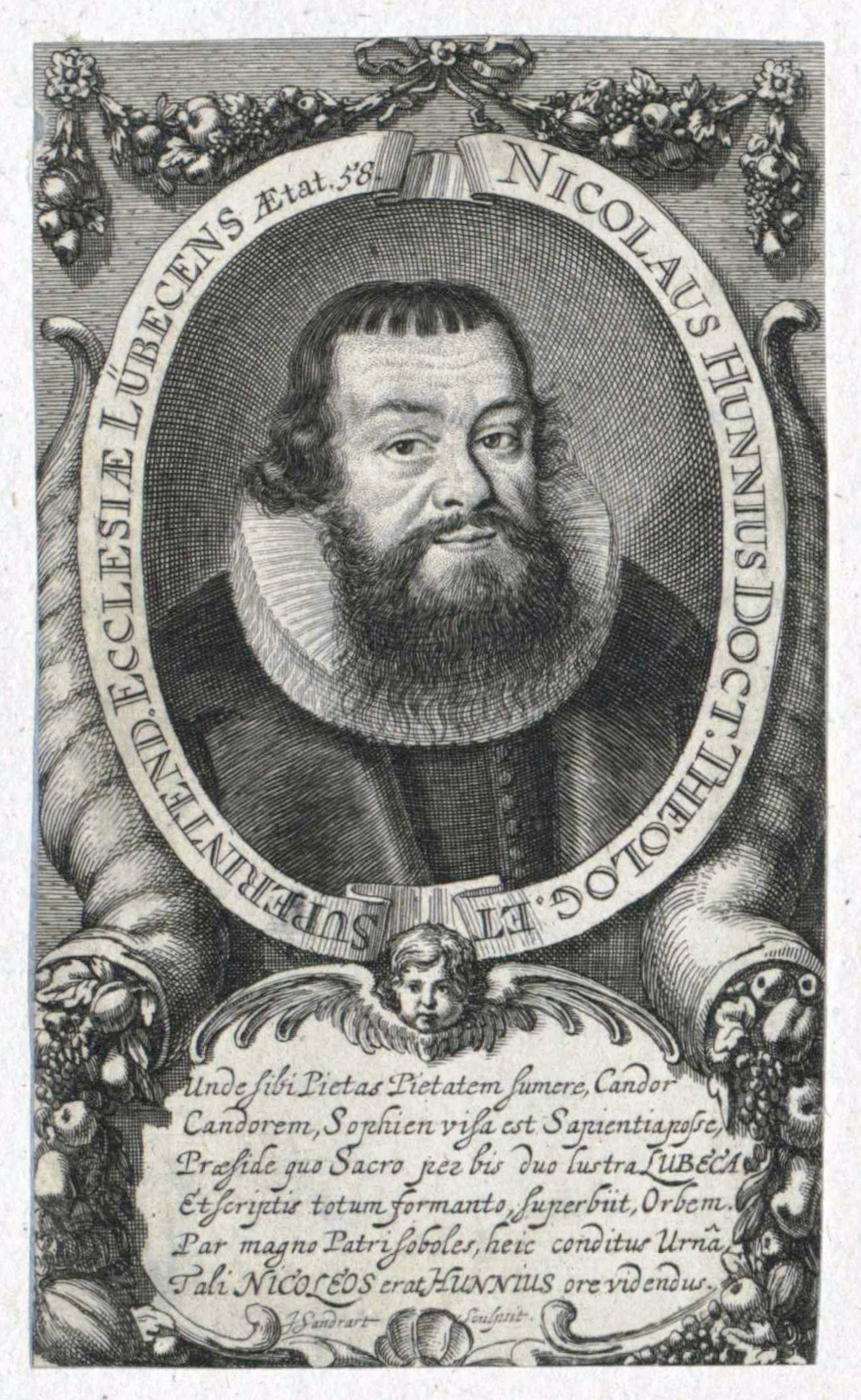
Nikolaus Hunnius im Alter von 57 Jahren, Stich von Joachim von Sandrart

Am 17. Januar 1623 leitete man in Lübeck die Wahl des neuen Pastors der Marienkirche ein. Am 7. Februar sprach man sich für Hunnius aus und berief ihn offiziell am 28. März nach Lübeck. Nachdem er sich seinem sächsischen Kurfürsten am 12. April verpflichtet hatte, bei Notwendigkeit nach Kursachsen zurückzukehren, traf Hunnius am 15. Mai in Lübeck ein. Dort wurde er am 22. Mai in sein Amt eingeführt und hielt am 25. Mai seine Antrittspredigt. Im Jahr darauf, am 25. November 1624, wurde er von den Geistlichen und vom Magistrat der Stadt zum Superintendenten gewählt und am 28. November in sein Amt eingeführt.
Hunnius sah seine Hauptaufgabe in der Reinhaltung der lutherischen Lehre, die er in zahlreichen Schriften gegen das Papsttum (dem er Apostasie vorwarf), den Calvinismus und das mystische Schwärmertum verteidigte. 1633 war er maßgeblich beim Zustandekommen des Konventes der drei Geistlichen Ministerien der Städte Lübeck, Hamburg und Lüneburg, des Ministeriums Tripolitanum, beteiligt. Der Konvent in Mölln am 26. März 1633 befasste sich vor allem mit der Abwehr des mystischen Spiritualismus, der durch die weite Verbreitung der Schriften Valentin Weigels in Norddeutschland Anhänger gefunden hatte. Hier vertrat Hunnius das Geistliche Ministerium Lübecks, leitete den Konvent und fasste deren Beschlüsse vom 29. März in einer Schrift zusammen, die 1634 erschien.
Zusammen mit dem Lübecker Syndicus Hieronymus Schabbel regte er 1637 die Schabbelstiftung des Hamburger Kaufmanns Heinrich Schabbel als Stipendienstiftung für den theologischen Nachwuchs an. Schabbel hatte schon zuvor an einzelne Theologiestudenten ein Stipendium vergeben, auch an Aegidius Ernst Hunnius (1614–1634), den Sohn des Superintendenten, der 1634 als Student in Königsberg an den Folgen eines Überfalls gestorben war.
Hunnius hatte eigene, durch Johann Gerhard und die lutherische Drei-Stände-Lehre geprägte Vorstellungen von einer christlichen Stadt. Er beharrte auf einem Mitbestimmungsrecht der Geistlichen und der Gemeinde in Fragen der Kirchenordnung und der öffentlichen und privaten Moral, konnte sich damit aber im Streit zwischen ihm und dem Geistlichen Ministerium einerseits und dem Rat andererseits um das landesherrliche Kirchenregiment nicht durchsetzen. Der Rat, beraten durch seinen Syndikus Otto Tanck, bestand darauf, dass ihm gemäß der Episkopaltheorie in vollem Umfang das Kirchenregiment zustehe, er also Obrigkeit und Bischof zugleich sei und nicht auf die Mitbestimmung der Geistlichkeit angewiesen sei. 1635 übernahm so der Lübecker Rat das Kirchenregiment nicht nur faktisch, sondern auch verfassungsrechtlich und unterstellte sich damit die Geistlichen in der Stadt. Als Hunnius 1640 Katechismuspredigten hielt, die sich kritisch mit dem Verfall der Sitten in der Stadt befassten und den Rat zu einem stärkeren Eingreifen aufforderte, wurde er auf das Rathaus zitiert und erhielt einen scharfen Verweis.
Nachdem fast alle seiner Geschwister und Kinder verstorben waren, starb Hunnius am 12. April 1643 und fand am 16. April seine letzte Ruhestätte in der Marienkirche. Seine überlebende Tochter Anna Margaretha (* 11. August 1625; † 17. Oktober 1660), heiratete den Kaufmann Heinrich Schlüter, in zweiter Ehe 1656 den Bürgermeister Johann Ritter. Das Hunnius gesetzte Epitaph im nördlichen Chorumgang verbrannte beim Luftangriff auf Lübeck am 29. März 1942.
Hunnius gehört zu den Personen, die die wissenschaftliche Bewegung des Luthertums im ersten Viertel des 17. Jahrhunderts für das Selbstverständnis reformatorischer Theologie fruchtbar gemacht hat. Seine vorrangig in Wittenberg erfolgten Arbeiten prägen die konfessionelle Lehre vom Glaubensfundament und seinen Fundamentalartikeln und damit das Theologieverständnis des Luthertums.

## Werke (Auswahl)

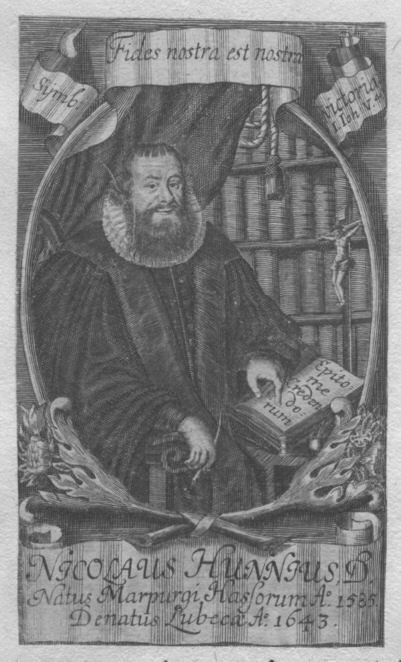
Porträt mit dem Buchtitel Epitome credendorum

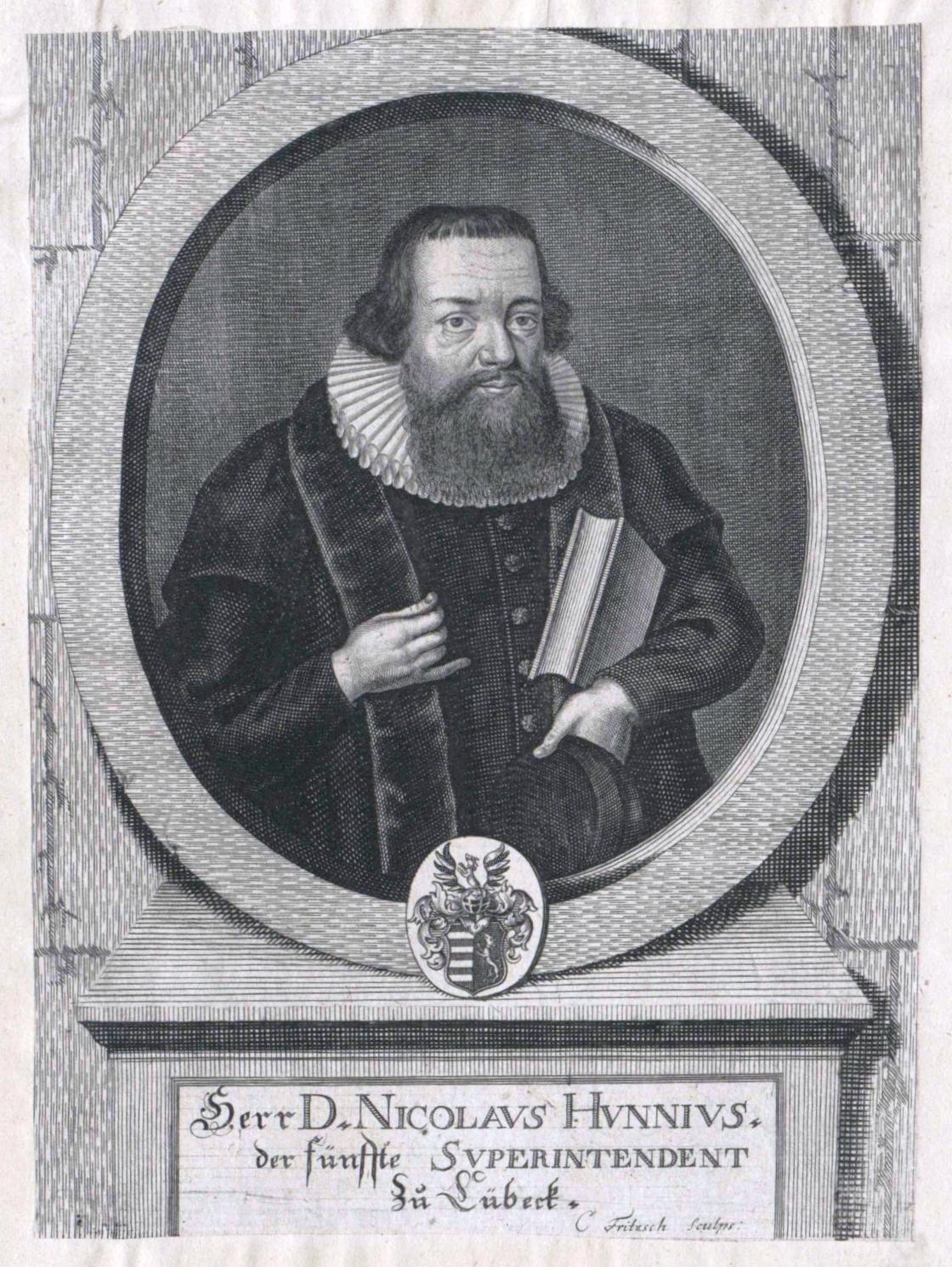
Nikolaus Hunnius, Stich von Christian Fritzsch

- Disputatio theologica de Baptismi Sacramento Photinianis erroribus oppos. 1618
- Principia theologiae fanaticae, quam Theophrastus Paracelsus genuit, Weigelius interpolavit… Pro Impetrando gradu in theologiae summe Valentino Legdaeo. 1619
- Examen errorum Photinianorum ex verbo Dei institutum. 1620
- Canones logici, … Nunc vero secundum editi. 1621
- Christliche Betrachtung der neuen Paracelsischen u. Weigelianischen Theologie. 1622
- Epitome credendorum oder Inhalt christlicher Lehre. 1625 u. ö. (auch holl., schwed., poln. u. lat.; Neudr. 1844)
- Diaskepsis theologica de fundamentali dissensu doctrinae Evangelicae-Lutheranae et Calvinianae seu Reformatae. Cum praemissa consideratione Calvinianae Dordrechtana Synodo proditae. 1626
- Außführlicher Bericht Von Der Newen Propheten/ (die sich Erleuchtete/ Gottesgelehrte/ und Theosophos nennen) Religion/ Lehr unnd Glauben/ damit der Satan die Kirche Gottes auffs newe zu verunruhigen sich unterstehet: Zu Nothwendiger offenbarung der gefährlichen Verführung/ unnd trewhertzigen Warnung/ daß sich alle/ die ihnen ihrer Seelen ewige Wolfarth lieb sein lassen/ dafür auffs fleissigste fürsehen: Auch gründlicher widerlegung ihrer vielfältigen schädlichen Irrthumb/ Gestellet durch Das Predigampt der Christlichen Gemein zu Lübeck/ Hamburg/ und Lüneburg. Embs/Schmalhertz, Lübeck 1634